# Los Melenchones
Los Melenchones es una localidad perteneciente al municipio de Águilas, en la Región de Murcia, España.
Se encuentra pegado a la autopista del Mediterráneo y la autovía RM-11 de Águilas a Lorca, en uno de los carriles de huerta. Cuenta con una población de 24 habitantes. Es una zona llena de huerta y sobre todo invernaderos.
- Datos: Q5979957